# Julian Strawther
Julian Lee Strawther (Las Vegas, 18 aprile 2002) è un cestista statunitense con cittadinanza portoricana.

## Carriera
Con la nazionale portoricana U-19 ha disputato i mondiali 2019 di categoria, chiudendo al 6º posto.

## Statistiche

### College
| Anno      | Squadra          | PG | PT | MP   | TC%  | 3P%  | TL%  | RP  | AP  | PRP | SP  | PP   |
| --------- | ---------------- | -- | -- | ---- | ---- | ---- | ---- | --- | --- | --- | --- | ---- |
| 2020-2021 | Gonzaga Bulldogs | 25 | 0  | 7,4  | 51,7 | 32,1 | 69,6 | 1,2 | 0,0 | 0,2 | 0,0 | 3,4  |
| 2021-2022 | Gonzaga Bulldogs | 32 | 31 | 26,8 | 49,8 | 36,5 | 70,5 | 5,4 | 1,0 | 0,5 | 0,2 | 11,8 |
| 2022-2023 | Gonzaga Bulldogs | 37 | 37 | 31,2 | 46,9 | 40,8 | 77,6 | 6,2 | 1,3 | 0,8 | 0,4 | 15,2 |
| Carriera  | Carriera         | 94 | 68 | 23,4 | 48,4 | 38,4 | 74,5 | 4,6 | 0,9 | 0,6 | 0,2 | 10,9 |

### NBA

#### Regular Season
| Anno      | Squadra        | PG  | PT | MP   | TC%  | 3P%  | TL%  | RP  | AP  | PRP | SP  | PP  |
| --------- | -------------- | --- | -- | ---- | ---- | ---- | ---- | --- | --- | --- | --- | --- |
| 2023-2024 | Denver Nuggets | 50  | 0  | 10,9 | 36,9 | 29,7 | 71,0 | 1,2 | 0,9 | 0,3 | 0,1 | 4,5 |
| 2024-2025 | Denver Nuggets | 65  | 4  | 21,3 | 43,2 | 34,9 | 82,2 | 2,2 | 1,3 | 0,6 | 0,2 | 9,0 |
| Carriera  | Carriera       | 115 | 4  | 16,8 | 41,2 | 33,2 | 79,3 | 1,8 | 1,1 | 0,5 | 0,2 | 7,1 |

#### Playoffs
| Anno     | Squadra        | PG | PT | MP  | TC%  | 3P%  | TL%  | RP  | AP  | PRP | SP  | PP  |
| -------- | -------------- | -- | -- | --- | ---- | ---- | ---- | --- | --- | --- | --- | --- |
| 2024     | Denver Nuggets | 3  | 0  | 5,3 | 33,3 | 25,0 | 50,0 | 0,7 | 0,0 | 0,3 | 0,0 | 2,3 |
| 2025     | Denver Nuggets | 9  | 0  | 9,8 | 43,3 | 50,0 | 85,7 | 1,0 | 0,2 | 0,2 | 0,1 | 4,2 |
| Carriera | Carriera       | 12 | 0  | 8,7 | 41,7 | 43,8 | 72,7 | 0,9 | 0,2 | 0,3 | 0,1 | 3,8 |

### G League
| Anno      | Squadra        | PG | PT | MP   | TC%  | 3P%  | TL%  | RP  | AP  | PRP | SP  | PP   |
| --------- | -------------- | -- | -- | ---- | ---- | ---- | ---- | --- | --- | --- | --- | ---- |
| 2023-2024 | G. Rapids Gold | 2  | 2  | 33,0 | 40,0 | 39,1 | 87,5 | 2,5 | 3,5 | 0,5 | 1,5 | 24,5 |
| Carriera  | Carriera       | 2  | 2  | 33,0 | 40,0 | 39,1 | 87,5 | 2,5 | 3,5 | 0,5 | 1,5 | 24,5 |

## Palmarès

### Individuale
- West regional all-tournament team (2023)